# Edgecliff, New South Wales
Edgecliff este o suburbie în Sydney, Australia.